# 뉴욕 지하철 V선

노선도

뉴욕 지하철 V선은 뉴욕 지하철의 없어진 운행 계통이다. 색상은 주황색이다.